# Групповое кредитование
Групповое кредитование — методика микрокредитования, разработанная основателем ФИНКА Интернешнл Джоном Хэтчем. Среди некоммерческих организаций США существует более 31 микрофинансового учреждения, которые в общей сложности создали более 800 групп по программе Группового кредитования в 90 странах мира. Во многих из этих стран существуют собственные микрофинансовые учреждения — иногда исчисляемые десятками — которые также занимаются предоставлением групповых кредитов.

## Как работает групповое кредитование
Группа, работающая по программе группового кредитования — это неофициальная группа взаимопомощи, состоящая из 15—30 участников, в основном женщин-домохозяек. При реализации программы в соответствии с миссией в такой группе обычно около 50 % новых участников группы относятся к наибеднейшим семьям, которые вынуждены жить менее чем на $1 в день в расчёте на одного человека; остальные умеренно бедны ($1-2 в день) или не считаются бедными (>$2). Члены группы встречаются один раз в неделю, чтобы занять денег на оборотные средства, передать свои сбережения на хранение в надёжные руки, обменяться опытомс другими членами группы, научиться чему-то новому, поддержать друг друга. Займы могут составлять всего $50-$100 и зависят от размеров сбережений, поэтому чем больше сумеет накопить денег член группы, тем на более крупный заём он может рассчитывать. Обычный срок возврата займа составляет четыре месяца с еженедельными выплатами в течение 16 недель. Как и многие другие методики микрокредитования, групповое кредитование не предусматривает обеспечения (именно отсутствие обеспечения обычно препятствует получению бедными людьми займов в коммерческих банках) в качестве условия для предоставления займа. На конец 2006 г. женщины составляли 95 % клиентов контрольной выборки из 71 неправительственных организаций и учреждений, предоставляющих кредиты в сельской местности.
Чтобы избавиться от необходимости обеспечения займа (основное препятствие для получения бедными людьми займов в коммерческих банках), групповое кредитование использует одну из методик солидарного заимствования. Она основывается на системе перекрёстных гарантий, когда каждый участник группе гарантирует займы всех других участников. Эта система создаёт атмосферу социального давления в группе, при которой боязнь общественного порицания заставляет участников группы полностью выплачивать свои займы. Сочетание перекрёстных гарантий и социального давления позволяет получать займы даже самым бедным. Этот метод доказал свою эффективность в ФИНКА, обеспечивая коэффициент возврата займов более 97 % в её отделениях по всему миру. Группы программы группового кредитования — очень демократичные, самоуправляемые и истинно народные организации. Члены группы сами избирают своих руководителей, принимают в группу новых участников, разрабатывают собственные правила, ведут учёт, управляют всеми фондами, распределяют и хранят все средства, решают проблемы невыплаты займов и налагают собственные штрафы на участников, которые опаздывают, пропускают собрания или задерживают платежи.
В первые годы развития группового кредитования была надежда, что эти небольшие сельские организации могут стать независимыми и самофинансирующимися, но позднее от этого отказались. Большинство работающих сегодня групп прямо контролируется персоналом местной неправительственной организации или микрофинансового учреждения, которые предоставляют основную часть средств для финансирования их займов.